# Epipristis parvula
Epipristis parvula là một loài bướm đêm trong họ Geometridae.